# Рутвиця альпійська
Рутвиця альпійська (Thalictrum alpinum) — вид трав'янистих рослин родини жовтецеві (Ranunculaceae), поширений ув арктичних і гірських областях Європи, Північної Америки та Азії.

## Морфологічна характеристика
Це багаторічні трав'янисті рослини заввишки 5–25(40) см із дуже тонкими кореневищами. Стебла нерозгалужені, голі, як правило, безлисті. Листки: в базальній розетці, стеблових листків не більше 1; черешки 1.5–3 см; пластини від яйцеподібних до трикутних, 1–2 рази перисті, 1.5–4 см; вторинні листочки округлі, верхні поверхні блискучі темно-зелені, нижні поверхні світлі блакитнувато-зелені. Суцвіття нещільні волоті; квіти висячі. Квіти радіально симетричні, червоні, приблизно 5 мм завширшки; пелюсток немає; чашолистків 4, червонуваті, в'януть досить рано; тичинок багато; пиляки довго-конічні, зазвичай червонувато-коричневі. Плоди — ребристі, 2–3 мм довжиною, від коротко- до майже безчерешкової сім'янки. 2n = 14, 21.
Квітує з червня по серпень. Квітки позбавлені аромату, пилок розноситься вітром; запилення комахами теж можливе.

## Поширення
Азія (Китай, Казахстан, Киргизстан, Таджикистан, Монголія, Росія, Бутан, Непал, Індія); Європа (Україна, Австрія, Швейцарія, Фінляндія, Ісландія, Ірландія, Норвегія, Швеція, Велика Британія, Італія, Македонія, Румунія, Франція, Іспанія); Північна Америка (Ґренландія, Канада, США). Населяє вологі луки, вологі скелясті уступи і схили, холодні (часто вапняні) болота, вологі долини, луки, іноді хвойні лісові зони. Зростає від рівня моря до 5300 м у Китаї.
Представник сучасної високогірної флори Карпат.